# 乌兰乌拉湖
乌兰乌拉湖，又名马池湖，是一个位于中国青海省格尔木市和治多县交界處的湖泊，面积675平方公里。

## 水文
烏蘭烏拉湖面积675平方公里，最深处超過60米，流域面积6475.35平方公里，湖中心的镇湖岭将湖体分割成以环状排列的北湖、西湖和东湖，北湖狭长，东湖和西湖面积相近，三个湖的中心是一片陆地，其中的镇湖岭海拔5126米。湖滨北面为屏湖岭，湖岸陡峭，是藏羚羊的栖息地，东面和西面为狭长状河谷冲积平原，南面为宽阔的山麓冲积－洪积扇。湖水化学类型为硫酸钠亚型，水源主要來自高山冰雪融水、大气降水和泉线涌水，南有等马河注入，西南有跑牛河、熊鱼河注入，西有小沙河注入。流域内共有17条冰川，主要分布于南侧的祖尔肯乌拉山和西侧的冬布勒山地。

## 生態
湖中有裂腹鱼、小头裸裂尻鱼和高原鳅，水禽有赤麻鸭、斑头雁、灰鸥。湖區主要植物有紫花针茅、藏扇穗茅、莫氏苔草、棘豆、黄芪等，并伴生有藏西风毛菊、矮火绒草、梭罗草、垫状驼绒藜等，野生动物有藏野驴、野牦牛、藏羚羊等。